# Diễn Châu
Diễn Châu là một huyện cũ đồng bằng ven biển thuộc tỉnh Nghệ An, Việt Nam.

## Địa lý

### Vị trí địa lý
Huyện Diễn Châu nằm ở phía đông tỉnh Nghệ An, có vị trí địa lý:
- Phía đông giáp Biển Đông (vịnh Diễn Châu)
- Phía tây giáp huyện Yên Thành
- Phía nam giáp huyện Nghi Lộc
- Phía bắc giáp huyện Quỳnh Lưu.

Huyện Diễn Châu cách thủ đô Hà Nội 260 km, cách thành phố Vinh 36 km, có đường Quốc lộ 1 và Đường sắt Bắc Nam đi qua.
Đây cũng là địa phương có hai tuyến đường cao tốc Nghi Sơn – Diễn Châu và đường cao tốc Diễn Châu – Bãi Vọt đi qua đã được hoàn thành.
Dân số năm 2018 là 284.300 người. 15% dân số theo đạo Thiên Chúa.

## Hành chính
Huyện Diễn Châu có 32 đơn vị hành chính cấp xã trực thuộc, bao gồm 1 thị trấn: Diễn Thành (huyện lỵ) và 31 xã: Diễn An, Diễn Cát, Diễn Đoài, Diễn Đồng, Diễn Hoa, Diễn Hoàng, Diễn Hồng, Diễn Kim, Diễn Kỷ, Diễn Lâm, Diễn Liên, Diễn Lộc, Diễn Lợi, Diễn Mỹ, Diễn Nguyên, Diễn Phong, Diễn Phú, Diễn Phúc, Diễn Tân, Diễn Thái, Diễn Thịnh, Diễn Thọ, Diễn Trường, Diễn Trung, Diễn Vạn, Diễn Yên, Hạnh Quảng, Hùng Hải, Minh Châu, Ngọc Bích, Xuân Tháp.

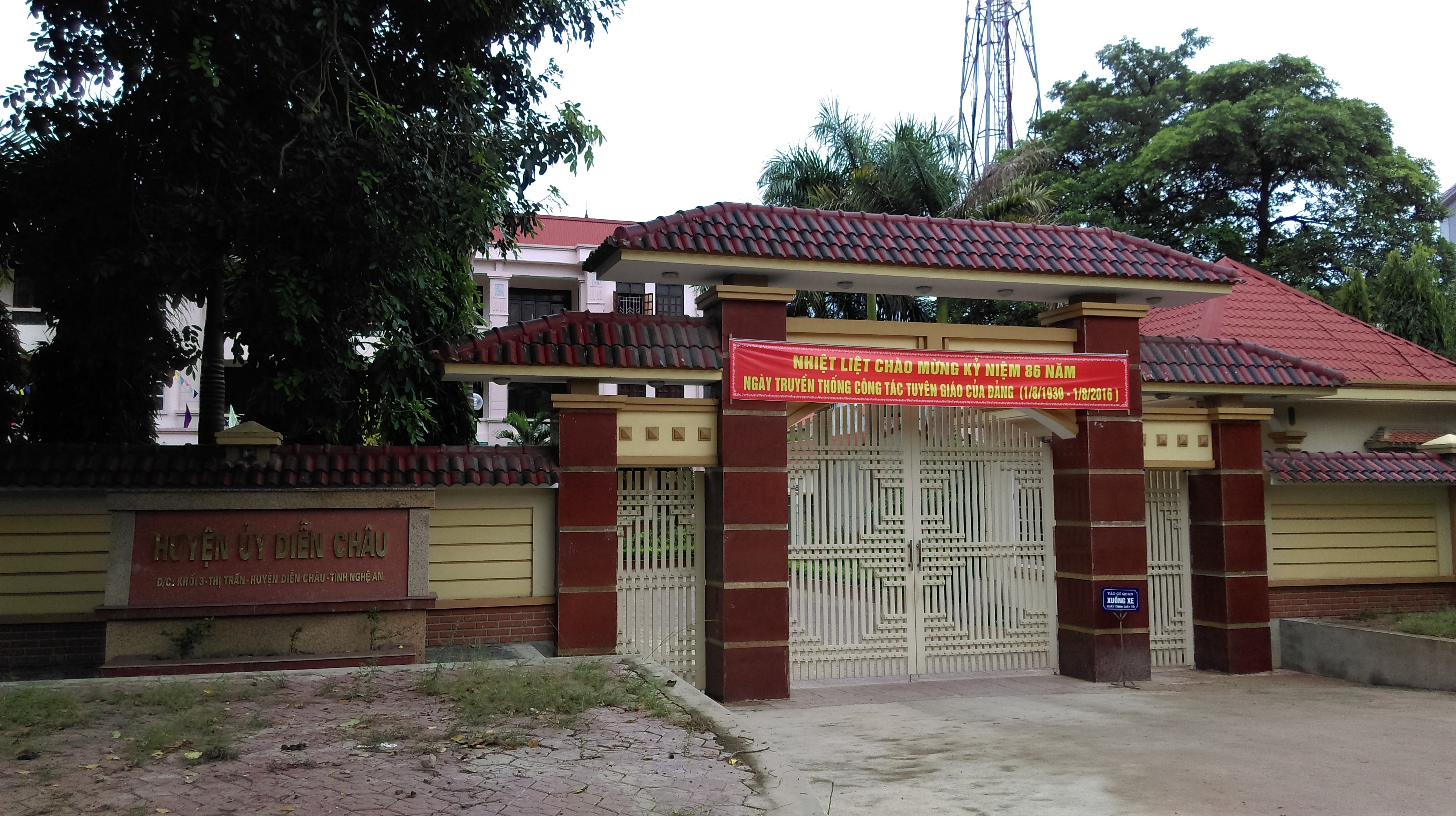
Huyện ủy Diễn Châu

## Lịch sử
Thời Hùng Vương, Diễn Châu nằm trong bộ Hoài Hoan. Sau đó, thuộc quận Cửu Chân rồi quận Cửu Đức, quận Nhật Nam.
Thời An Dương Vương Diễn Châu nằm trong lãnh thổ nước Âu Lạc.
Thời Triệu Đà Diễn Châu nằm trong quận giao chỉ của nước Nam Việt.
Thời Nhà Đường Niên hiệu Vũ Đức, chia quận Nhật Nam thành Nam Đức châu, Lạo châu, Minh Châu và Hoan Châu. Năm Trinh Quán nguyên niên đổi Đức Châu lại làm Hoan Châu, còn Hoan Châu cũ thì đổi làm Diễn Châu. Năm thứ 16 bỏ Diễn Châu hợp vào Châu Hoan.
Thời Nhà Lý năm Cảnh Hựu thứ ba (Bính Tí - 1036). Mùa hạ, tháng 4, Đặt hình dinh ở Châu Hoan, đổi tên châu ấy thành Nghệ An. Diễn Châu tách khỏi Nghệ An thì đứng riêng làm châu; Nghệ An lúc đó là vùng đất còn lại và tỉnh Hà Tĩnh ngày nay.
Thời Nhà Trần, năm Long Khánh thứ ba đổi Diễn Châu làm Diễn Châu lộ, chia Hoan Châu làm 4 lộ: Nhật Nam và Nghệ An nam, Nghệ An bắc, Nghệ An trung, cũng gọi là Nghệ An phủ. Năm Quang Thái thứ 10 đổi Nghệ An làm Lâm An trấn, Diễn Châu làm Vọng An trấn. Trong chiến tranh với Mông Cổ, vua Trần có ngâm câu thơ: Cối Kê chuyện cũ ngươi nên nhớ, Hoan Diễn kia còn tồn thập vạn binh. Ý chỉ vùng đất này có lực lượng dự bị hùng hậu, sẵn sàng huy động dùng cho việc đánh giặc.
Thời Nhà Hồ đổi Diễn Châu làm Linh Nguyên phủ, cùng với Thanh Hóa, Cửu Chân, Ái Châu gọi là tứ phủ.
Thời thuộc Minh, Diễn Châu và Nghệ An là 2 phủ riêng biệt
Thời Hậu Lê, phủ Diễn Châu thuộc Nghệ An thừa tuyên. Năm Hồng Đức thứ 21 đổi thừa tuyên Nghệ An thành xứ Nghệ, phủ Diễn Châu là một trong 8 phủ của Xứ Nghệ, quản lĩnh 2 huyện: Đông Thành (Yên Thành và Diễn Châu ngày nay) và Quỳnh Lưu.
Thời Nhà Nguyễn, năm Minh Mạng thứ 12 (1831), trấn Nghệ An chia tách thành 2 tỉnh Hà Tĩnh và Nghệ An, phủ Diễn Châu là một trong 4 phủ của tỉnh Nghệ An, gồm: Đông Thành, Yên Thành, Nghi Lộc và Quỳnh Lưu.
Năm 1919, chính quyền thực dân phong kiến bỏ cấp phủ: Huyện Đông Thành đổi thành phủ Diễn Châu, tỉnh Nghệ An.
Sau năm 1945, phủ Diễn Châu được gọi là huyện Diễn Châu, bao gồm 41 xã: Diễn An, Diễn Bích, Diễn Bình, Diễn Cát, Diễn Đoài, Diễn Đồng, Diễn Hải, Diễn Hạnh, Diễn Hoa, Diễn Hoàng, Diễn Hồng, Diễn Hùng, Diễn Kim, Diễn Kỷ, Diễn Lâm, Diễn Liên, Diễn Lộc, Diễn Lợi, Diễn Minh, Diễn Mỹ, Diễn Ngọc, Diễn Nguyên, Diễn Phong, Diễn Phú, Diễn Phúc, Diễn Quảng, Diễn Tân, Diễn Thái, Diễn Thắng, Diễn Thành, Diễn Tháp, Diễn Thịnh, Diễn Thọ, Diễn Thủy, Diễn Tiến, Diễn Trung, Diễn Trường, Diễn Vạn, Diễn Viên, Diễn Xuân, Diễn Yên.
Ngày 22 tháng 5 năm 1969, Bộ Nội vụ ban hành Quyết định số 268-VN. Theo đó:
- Sáp nhập hai thôn Đồng Yên và Hoàng La thuộc xã Diễn Hoàng vào xã Diễn Trường
- Sáp nhập thôn Hoàng Hà và xóm Sào Nam thuộc xã Diễn Hoàng vào xã Diễn Mỹ
- Sáp nhập thôn Thuần Vỹ thuộc xã Diễn Tháp và thôn Yên Sở thuộc xã Diễn Đồng vào xã Diễn Liên
- Sáp nhập thôn Thổ Hậu thuộc xã Diễn Quảng và xóm Phi Lộc thuộc xã Diễn Đồng vào xã Diễn Nguyên
- Sáp nhập hai thôn Xuân Nho, Xuân Tình và xóm Làng Đó thuộc xã Diễn Lộc vào xã Diễn Thọ
- Sáp nhập thôn Vạn Nam thuộc xã Diễn Vạn vào xã Diễn Bích
- Sáp nhập thôn Thừa Sủng thuộc xã Diễn Hạnh vào xã Diễn Xuân
- Sáp nhập thôn Hạnh Kiều thuộc xã Diễn Quảng vào xã Diễn Viên
- Sáp nhập thôn Phúc Thiêm thuộc xã Diễn Phúc và thôn Phú Hậu thuộc xã Diễn Tân vào xã Diễn Cát
- Sáp nhập thôn Xuân Viên thuộc xã Diễn Thắng vào xã Diễn Minh
- Sáp nhập xóm Trại thuộc xã Diễn Thịnh vào xã Diễn Lộc
- Sáp nhập xóm Lội và xóm Hậu Giáp thuộc xã Diễn Thịnh vào xã Diễn Tân
- Sáp nhập thôn Yên Lãng thuộc xã Diễn Thành vào xã Diễn Ngọc
- Sáp nhập xã Diễn Tháp vào xã Diễn Xuân
- Sáp nhập hai xã Diễn Viên và Diễn Hạnh vào xã Diễn Hoa
- Sáp nhập xã Diễn Bình vào xã Diễn Minh
- Sáp nhập xã Diễn An vào xã Diễn Lộc
- Sáp nhập xã Diễn Tân vào xã Diễn Phúc
- Sáp nhập xã Diễn Thủy vào xã Diễn Ngọc
- Sáp nhập xã Diễn Quảng vào xã Diễn Cát
- Sáp nhập xã Diễn Hoàng vào xã Diễn Hùng
- Sáp nhập xã Diễn Hồng vào xã Diễn Phong
- Sáp nhập xã Diễn Kim vào xã Diễn Vạn
- Sáp nhập xã Diễn Đồng vào xã Diễn Thái
- Sáp nhập xã Diễn Lợi vào xã Diễn Thắng
- Sáp nhập xã Diễn Tiến vào xã Diễn Thành.

Sau năm 1975, huyện Diễn Châu được chia lại thành 38 xã: Diễn An, Diễn Bích, Diễn Bình, Diễn Cát, Diễn Đoài, Diễn Đồng, Diễn Hải, Diễn Hạnh, Diễn Hoa, Diễn Hoàng, Diễn Hồng, Diễn Hùng, Diễn Kim, Diễn Kỷ, Diễn Lâm, Diễn Liên, Diễn Lộc, Diễn Lợi, Diễn Minh, Diễn Mỹ, Diễn Ngọc, Diễn Nguyên, Diễn Phong, Diễn Phú, Diễn Phúc, Diễn Quảng, Diễn Tân, Diễn Thái, Diễn Thành, Diễn Tháp, Diễn Thắng, Diễn Thịnh, Diễn Thọ, Diễn Trường, Diễn Trung, Diễn Vạn, Diễn Xuân, Diễn Yên.
Ngày 23 tháng 2 năm 1977, thành lập thị trấn Diễn Châu, thị trấn huyện lỵ huyện Diễn Châu trên cơ sở điều chỉnh một phần diện tích tự nhiên và dân số của các xã Diễn Phúc và Diễn Thành.
Ngày 1 tháng 1 năm 2020, sáp nhập 3 xã Diễn Bình, Diễn Minh, Diễn Thắng thành xã Minh Châu.
Ngày 24 tháng 10 năm 2024, Ủy ban Thường vụ Quốc hội ban hành nghị quyết số 1243/NQ-UBTVQH15 về việc sắp xếp đơn vị hành chính cấp huyện, cấp xã của tỉnh Nghệ An giai đoạn 2023–2025 (nghị quyết này có hiệu lực thi hành từ ngày 1 tháng 12 năm 2024):
- Sáp nhập xã Diễn Thành và thị trấn Diễn Châu thành thị trấn Diễn Thành
- Sáp nhập hai xã Diễn Xuân và Diễn Tháp thành xã Xuân Tháp
- Sáp nhập hai xã Diễn Ngọc và Diễn Bích thành xã Ngọc Bích
- Sáp nhập hai xã Diễn Hùng và Diễn Hải thành xã Hùng Hải
- Sáp nhập hai xã Diễn Hạnh và Diễn Quảng thành xã Hạnh Quảng.

Từ đó, huyện Diễn Châu có 1 thị trấn và 31 xã như hiện nay.

## Văn hóa

### Lễ hội truyền thống
Lễ hội đền thờ An Dương Vương (Nghệ An) Đền Cuông: Địa điểm: Xã Diễn An, km 30 trên đường Quốc Lộ 1A Vinh - Hà Nội. Lễ hội diễn ra trong vòng ba ngày 13-14-15 tháng 2 âm lịch hàng năm để tưởng nhớ vị Vua đã có công sáng lập nên quốc gia Âu Lạc.
- Phần lễ: Chiều 14 tháng 2 âm lịch: Lễ yết cáo; đêm 14 tháng 2 âm lịch: Lễ yên vị; sáng 15 tháng 2 âm lịch: rước kiệu từ đình Xuân Ái, Diễn An và nhà thờ họ Cao, Diễn Thọ ra đền Cuông.
- Phần hội: Diễn ra từ ngày 13 tháng 2 đến hết ngày 15 tháng 2 âm lịch gồm các trò chơi dân gian như chọi gà, cờ người, đánh vật, đánh đu... Cùng các hoạt động văn hóa, văn nghệ, thể thao như hát chầu văn, thi Tiếng hát Thanh niên, Thanh niên thanh lịch, bóng bàn, kéo co, leo núi...

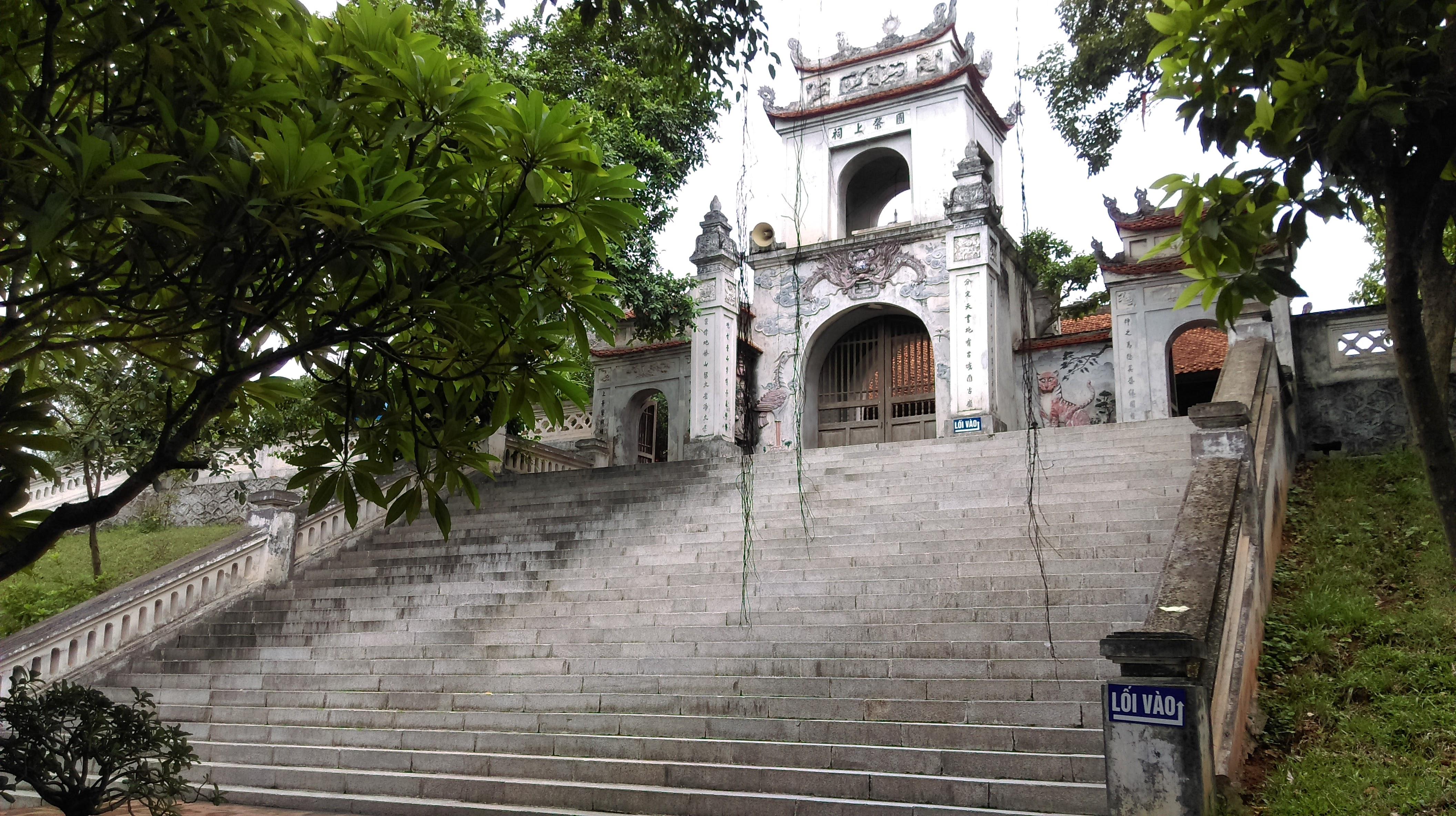
Đền Cuông

### Đấu vật
Diễn Châu là vùng đất có rất nhiều lò vật và nhiều đô vật có tên tuổi. Hầu như ở xã nào cũng có làng có lò vật. Nho Lâm, Xuân Nho có lò vật lớn, là nơi có những lò lớn như Hậu Luật, Trung Phường, Vân Tập, Hạnh Kiều, Thư Phủ, Bút Trận, Vạn Phần, Kim Lũy, Đông Câu, Hữu Bằng, Lý Nhân, Thanh Bích, Kỳ Ngãi,... đều có lò vật.

### Nhân vật dân gian
- Truyện ông Mân Nhụy: Truyện cười của ông Mân Nhụy mang sắc thái châm biếm nhẹ nhàng, sâu sắc. Tiếng cười của ông luôn hướng mũi dùi vào tầng lớp quan tham vô lại và đứng về phía nhân dân lao động.
- Truyện ông Cố Bợ: Ông Cố Bợ là một nhân vật thần thoại. Ông Cố Bợ tượng trưng cho thần Lửa. Tương truyền, khi màn đêm buông xuống, ông cố Bợ đi về hướng Đông, lật ngửa cái nón xuống biển làm thuyền, dùng cành cây làm mái chèo, chèo tới chỗ mặt trời mọc và lấy lửa về cho mọi người. Ông còn trừng trị những người bẩn tính, hà tiện bằng việc dùng trò chơi khăm họ với lửa.
- Truyện ông Chẹm: Ông tên thật là Nguyễn Ngọc Thư. Cả xã Nho Lâm gọi ông là ông Chẹm. Ông Chẹm có sức khỏe hơn người. Những mẩu chuyện lưu truyền về ông thường gắn với các hành động tham gia các phong trào yêu nước của ông. Ông sống vào nửa sau thế kỷ XIX, đã từng tham gia phong trào Giáp Tuất (1874), Phong trào Cần Vương (1885).
- Truyện ông Chắt Vạn: Ông Chắt Vạn người làng Trung Phường, nay thuộc xã Diễn Minh. Ông là người khí khái, thấy việc nghĩa thì làm, vừa có gan vừa có trí làm bao kẻ quyền thế sợ xanh mặt. Những chuyện kể về ông không ít. Có lần, ông đã đối diện với Chánh tổng người làng Sơn (tức làng Trường Sơn nay là xã Sơn Thành huyện Yên Thành) chuyên đi hiếp đáp dân lành, làm cho nó phải van lạy xin chừa.
- Ông cố Truyền: tên thật là Phạm Luân, 1922 - 2017, người làng Đồng Tâm, Diễn Thịnh. Tương truyền ông ăn được cả rổ Khoai, nồi cơm lớn. Cày cấy cả ngày lẫn đêm, khai hoang cả vùng đất rộng lớn. Khỏe nổi tiếng cả vùng Nam Diễn Châu. Là gia đình Ngũ Đại Đồng Đường hiếm có.

Ngoài ra, nơi đây còn gắn liền với truyền thuyết Mỵ Châu - Trọng Thủy: tương truyền, đây là nơi An Dương Vương dùng gươm giết Mỵ Châu trong lúc Triệu Đà cùng con trai là Trọng Thủy đang cầm quân truy đuổi.

### Làng nghề
Diễn Châu là một huyện có rất nhiều làng nghề truyền thống. Một số làng nghề nổi tiếng như nghề đúc đồng ở Xóm Yên Thịnh, làng Cồn Cát (Diễn Tháp), nghề rèn ở Nho Lâm, Nước mắm Vạn Phần, nghề hát tuồng ở Lý Nhân,... Các làng nghề đóng cối xay, bện võng, đan bị, dệt vải, đan rổ rá, mộc, làm nón...
| - Cồn Cát (Diễn Tháp): Đúc đồng, gang đồ gia dụng và làm chiêng cồng. đồ thờ cúng. - Nhân Trai (Diễn Xuân): Làng trồng rau. - Vạn Phần: Nước mắm. - Phượng Lịch (Diễn Hoa): Nuôi tằm, Dệt vải, làm tơ lụa. - Tiền Tiến (Diễn Kim): Nuôi tằm, Dệt vải, làm tơ lụa. - Thanh Bích, Trang Thung: Đóng thuyền. - Diễn Kỷ: Chủ yếu là nghề đúc lưỡi cày - Văn Tập, Trung Phường: Nung vôi. - Đệ Nhất: Nề. |  | - Nho Lâm: Luyện quặng sắt, rèn, đan rổ. - Tràng Thân: Đan bị, Mộc. - Hoàng La: Bện võng. - Tiền Song: Chắp gai đan lưới. - Phong Phú Trung: Dệt trủ. - Đông Xương: Đóng cối xay. - Đông Tháp (Diễn Hồng): Làm vàng vó, dệt vải, làm hương. |  | - Yên Vinh: Làm trống. - No Nê: Đan bị. - Yên Sở: Nón, hương vàng, đồ mã... - Phú Hậu (Diễn Tân): Dệt chiếu. - Bút Trận, Thư Phủ: Mía mật. - Diễn Bích, Diễn Ngọc, Diễn Vạn: Làm muối. - Mới Nu, Diễn Mỹ, Thừa Sủng, Lý Nhân: Hát tuồng. - Xuân Viên, Yên Sở: Làm nón. - Liên Dương (Diễn Quảng): Làm bún. |  |  |

### Thơ văn về Diễn Châu
- Thơ vè Diễn Châu:

"Hai Vai gánh vác giang san 

Mộ Dạ Hiệp nghĩa gian nan coi thường

Sông Bùng chảy mãi yêu thương

Đền Cuông sừng sững tấm gương muôn đời

Hòn Ngư biển tận chân trời

Cửa Rào xanh ngát sáng ngời miền trung

Nghe bài Thăm Lúa hữu thung

Dạt dào Trọng Tạo hát cùng sông quê

Được mùa thi cử xum xuê

Thủ khoa bảng nhãn Văn Khuê lưu truyền

Cá tươi ăm ắp đầy thuyền

Sáo diều no gió chim Quyên hót mừng" 

Trích thơ ông Trần Văn Hoàng - Chủ tịch Cocico Group - Hà Nội.
- Thơ vè Diễn Châu 7x, 8x:

"Diễn Châu quý vị đi trâu 

Giữa trưa khát nước ruộng ngầu uống ngon 

Bia hu đa uống cả lon 

Thổ tôm bài đánh cười giòn đêm thâu 

Quanh năm mưa bão lo âu 

Nhà nhà tốc mái bò trâu sổng chuồng 

Đèn xì đi bắt ình uông 

Thu về một mớ cởi truồng tắm mưa 

Khách đến em đãi hạt dưa 

Nước sông lên xuống con sưa cũng về 

Hàng xáo mua bán bên lề 

Nuôi trăm lợn béo tiền về tết vui 

Mùa màng được mất hên xui 

Cuối mùa lạc mót ngô lùi với khoai 

Nhưng sao vẫn thấy rất oai 

Đò Đao hiển hách mệt nhoài chiến tranh 

Chợ Chùa bánh mướt với hành 

Lò Vôi bánh lá lừng danh một thời 

Ả Lả nước lên ngập trời 

Xưa kia bom đạn tơi bời thổi bay 

Hoà bình rồi có ai hay 

Quê choa hiển hách từ nay vui rồi! "

Trích thơ ông Trần Văn Giang - Hà Nội.

## Du lịch
Diễn Châu được ví là viên ngọc của du lịch Nghệ An. Trong số 8 cảnh đẹp của "Đông Yên Nhị Châu" thì có 6 cảnh đẹp thuộc về Diễn Châu. Đó là Dạ Sơn linh tích (Dấu thiêng núi Mộ Dạ), Cao Xá long cương (Gò rồng Cao Xá), Bùng Giang thu nguyệt (Trăng thu trên sông Bùng), Bích Hải quy phàm (Cánh buồm về cửa Bích), Thiên uy thiết cảng (Kênh sắt oai trời), Diễn Thành thạch bảo (Thành đá phủ Diễn Châu).
- Đền Cuông: Vào năm 208 trước công nguyên, do đánh thua Triệu Đà, Thục An Dương Vương đã cùng công chúa Mỵ Châu chạy nạn. Đến bãi biển cửa Hiền, xã Diễn Trung, huyện Diễn Châu, tỉnh Nghệ An, thần Kim Quy hiện lên và bảo "giặc ở sau lưng nhà ngươi" ngài đã rút gươm giết chết con gái Mỵ Châu và tuẫn tiết dưới chân núi Mộ Dạ. Nhân dân đã lập đền thờ ngài ở đó. Thế núi Mộ Dạ đứng xa xa giống như một con Công khổng lồ đang múa, hai cánh giang rộng tới các dãy núi khác, đầu công chính là nơi tọa lạc của đền thờ An Dương Vương, gọi là đền Công, nhân dân gọi đền này là đền Cuông, Cuông là tiếng địa phương. Vì vậy, Đền Cuông còn được gọi là đền Công. Đền Cuông được kiến trúc theo hình chữ tam, có 3 tòa Thượng, Trung, Hạ, xung quanh có nhiều cây cổ thụ um tùm xanh tốt, trông rất cổ kính và linh thiêng. Đền nằm bên quốc lộ số 1A thuộc xã Diễn An, cách thành phố Vinh khoảng 30 km. Đền cuông hiện vẫn còn giếng nước như truyền thuyết, nước rất trong và sạch.

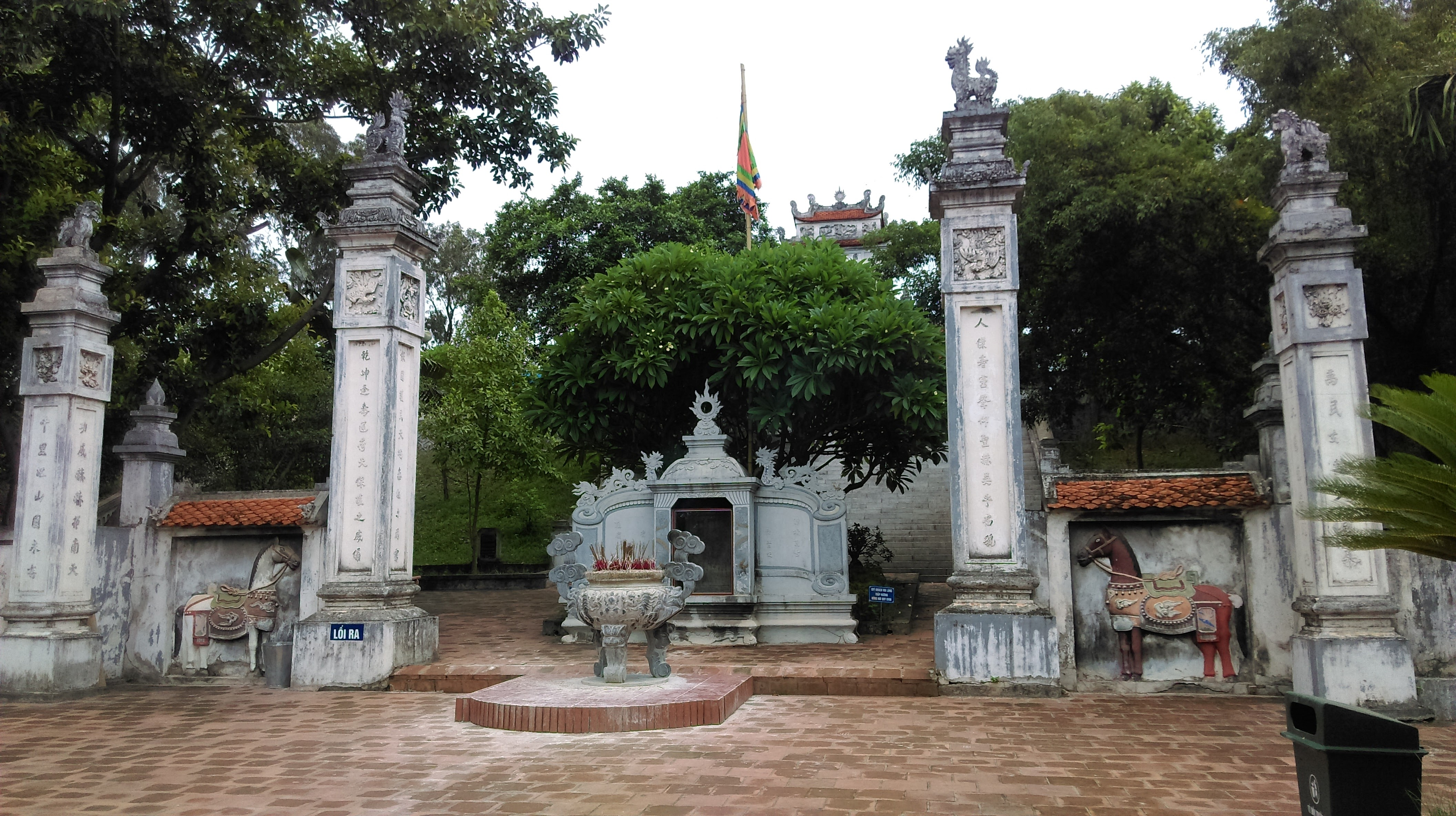
Đền Cuông

- Cửa Hiền: Phía bắc chân núi Mộ Dạ là bãi biển cửa Hiền. Tại đây có miếu nàng Mỵ Châu. Bãi biển cửa Hiền là một bãi biển tương đối hoang sơ, có rất nhiều hòn đá nhô lên giống như con cá biển gọi là bãi đá Ngư Hải, trong đó có một phiến đá rất cao, to và bằng phẳng lưu truyền là bàn cờ tiên, dân địa phương gọi là hòn Đá Bàn. Đây là khu vực duy nhất của Nghệ An không có gió Tây Nam nóng bỏng vào mùa hè.
- Cao Xá Long Cương: Thực chất đây là một bãi sò lớn thuộc địa phận hai làng Hương Cái và Tiên Lý, kéo dài từ Nam chân núi Mộ Dạ đến sông Ông Phùng. Sóng biển đánh vỏ sò lâu ngày chất thành đống, tạo thành những cồn bãi cao, sâu đến 4-5 thước. Gò rồng Long Cương chạy dài, cao lên ở phía gần ven biển, chiều dài chiếm khoảng 2/3 huyện Diễn Châu.
- Biển Diễn Thành: là bãi biển nằm gần ngã ba Diễn Châu và dọc trục đường Quốc lộ 1. Đây là một bãi biển rộng, cát thoai thoải, nước trong xanh, phía trên là những dãy phi lao ngút ngàn. Bãi biển Diễn Thành cách đền Cuông cửa Hiền khoảng 5 km về phía Bắc. Tại đây có nhà thờ họ Cao Bá thuộc xóm 4, xã Diễn Thành với những truyền thuyết của ông tổ đi mây, cưỡi gió cứu vớt người đi biển, lãnh đạo nhân dân quanh vùng chống bọn xâm lược Trung Quốc.
- Hồ Xuân Dương: hay Đập Xuân Dương (Đập Bara theo tiếng Pháp sau khi pháp xây dựng đập ngăn nước), là một hồ nước rất lớn được ngăn bởi dãy núi là Rú Dẻ và Rú Chạch (Bạch Y) và Rú Ba Chạng, thuộc xã Diễn Phú. Đây là nguồn cung cấp nước chủ yếu cho các xã ở phía nam Diễn Châu. Hồ xuất phát từ xã Nghi Văn huyện Nghi Lộc. Đập chắn và hệ thống đóng mở nước được xây dựng từ thời Pháp còn có tên gọi là Cột nhà lầu. Cửa đập được xây dựng kiên cố bằng đá xanh nằm giữa 2 ngọn núi thuộc dãy núi Rú chạch và Rú Ba Chạng. Thời kháng chiến chống Mỹ khu vực này chịu không ít bom đạn. Mỹ quyết tâm phá đập chắn nhưng không được vì đập đã được 2 ngọn núi chở che.Dấu tích còn sót lại trên núi là rất nhiều hố bom. Xung quanh hồ là nhiều rừng thông và cây cổ thụ đã được nuôi giữ nhiều năm, cảnh sắc thiên nhiên hùng vĩ, có nhiều động và khe núi quyến rũ làm rung động lòng người. Khung cảnh nơi đây rất giống Đà Lạt.
- Lèn Hai Vai: Lèn Hai Vai thuộc địa phận xã Minh Châu, còn gọi là Lưỡng Kiên Sơn, vì đứng xa xa trông giống như một chàng dũng sĩ hiên ngang. Chúa Trịnh Tĩnh Vương gọi núi này là Di Lặc Sơn. Trong lèn có nhiều hang động như: hang Thần Đồng, hang Cố Nguyên, hang Dơi, hang Khòm, hang Chuồn Chuồn, hang Cá Chép... Ngày nay, lèn Hai Vai vẫn còn giữ được nét cổ kính và gắn với nhiều sự tích. Có tích nói rằng quan Khánh Lý Hầu Nguyễn Trung Ý, người Kẻ Dặm, làm quan Nhà Lê, sau theo Tây Sơn. Khi Gia Long lên ngôi, ông không phục, về Lèn Hai Vai dạy học trong một hang đá. Nhiều học trò của ông thành tài, sau này hang đó gọi tên là hang Thần Đồng.
- Bùng Giang Thu Nguyệt: Sông Bùng bắt nguồn từ một cái đầm ở xã Vân Hội, chảy đến thôn Phùng Xá, xã Tiên Lý, dần dần rộng ra tạo thành dòng sông nên gọi là sông Bùng. Vào mùa thu trăng sáng, mặt sông phẳng lặng, ánh sáng tỏa trên mặt nước lăn tăn, tạo thành hàng ngàn mâm bạc sóng sánh, gợi tình.
- Nhà thờ họ Vũ đại tôn làng Đông Xương: được công nhận là di tích lịch sử văn hóa năm 2013. Là nơi thò Tham đốc Dũng nghĩa hầu Đaị tướng quân Vũ Trung Lương và 11 quận công của dòng họ.
- Sông Nhà Lê là một tuyến đường giao thông thủy cổ, được khơi thông từ thời Vua Lê Đại Hành với mục đích vận tải quân lương từ kinh đô Hoa Lư tới chân biên giới Đèo Ngang.
- Chùa Cổ Am: Chùa Cổ Am thuộc xã Minh Châu - huyện Diễn Châu - tỉnh Nghệ An, được xây dựng vào thời hậu Lê (giữa thế kỷ XV). Ban đầu, chỉ có một am nhỏ để nhân dân đến lễ bái nên được gọi là Sơn Am Tự. Vào cuối thời Hậu Lê, Chùa được nhân dân chuyển xuống chân lèn và đổi tên là Hương Phúc Tự. Tuy nhiên, trong thời gian ấy, làng Diễn Minh gặp nhiều rủi ro về mặt tâm linh không thể lý giải, nên vào đời vua Minh Mạng thứ 11, Chùa được chuyển về vị trí cũ với tên gọi Cổ Am Tự như ngày nay.
- Chùa Linh Sơn hay khu du lịch tâm linh Chùa Linh Sơn  Còn theo ông Nguyễn Nhã Sơn Trưởng phòng Văn hóa thông tin huyện Diễn Châu, tổng quy hoạch Dự án Quần thể văn hóa tâm linh đền Cuông huyện Diễn Châu là 130ha, được chia thành 40 hạng mục và 7 phân khu, Đây là dự án thuộc diện thu hút đầu tư của tỉnh năm 2018, do Ủy Ban Nhân Dân huyện diễn châu làm chủ đầu tư; trong đó, tổng mức đầu tư xây dựng chùa Linh Sơn khoảng 120 tỉ đồng từ nguồn xã hội hóa, gia đoạn 2 và giai đoạn 3 sẽ được Huyện Diễn Châu đầu tư Nghìn tỷ các giai đoạn tiếp theo ...

### Thành Diễn Châu
- Thành Trài diễn châu nơi đóng quân nơi làm các quan phủ diễn châu thành trài diễn châu xây giới thời nhà hồ sau đó bị quân minh chiếm đóng sau đó tướng quân Đinh Lễ ,Nguyễn Xí, Đại Vương Lê Lợi Đánh Vào Thành Trài Diễn châu đô ti tiết tụ cầu cứu Vương Thông thông từ Thành Thăng Long cử tướng Trương Hùng dẫn 1000 tàu chiến cùng 10 vạn quân tiếp viện thành trài diễn châu trên sông bùng Lê Lợi cử Nguyễn xí bao vây thành trài diễn châu Đinh lễ chặn đánh quân tiếp viện trương hùng trên sông bùng trương hùng tử trận 1000 tàu chiến bị thiêu rụi 10 vạn quân bị diệt gọn tiết tụ nhé tin quân tiếp viện bị tiêu diệt liền bỏ thành trài diễn châu cùng các tướng xông ra đánh tìm đường thoát thân, tiết tụ ôm đầu máu chạy ra hoàng mai , sau khi chiếm được thành trài diễn châu lê lợi cùng tướng Nguyễn Xí Đinh lễ tập hợp lực lượng ở Thành trài diễn châu tiến ra đông quan giành chiến thắng ...
- Thành phủ Diễn Châu ra đời sau thành Thăng Long hơn 800 năm Thành diễn châu xây dựng tương đương to bằng thành thăng Long xưa , rất tiếc nay đã hoàn toàn tiêu thổ. Có chăng, còn sót lại một vài đoạn hào nham nhở về phía Đông, thời gian chưa đủ để bồi hoàn, nơi làm việc của quan phủ xưa thời Nhà Nguyễn Minh Mạng Cho xây dựng Thành phủ diễn làm nơi làm việc quan phủ quân đội cai quản phủ diễn châu tiền xây dựng 500 lượng vàng vật liệu xây dựng thành sò và đất đỏ đá ở núi mộ dạ để xây dựng thành phủ diễn châu, đến thời pháp làm nơi đóng quân của pháp , pháp cho xây dựng trường học tiếng pháp tại diễn châu, Những người học tiếng pháp đầu tiên Ông Nguyễn Đình Đương xóm 4 diễn Thịnh rất giỏi tiếng pháp , Thành phủ diễn đến hiện tại thì chỉ còn vài đoạn hào thành lũy của Thành Diễn châu khu đi tích cỗ bị xâm hại và bị tàn phá nghiêm trọng Thành phủ diễn châu xưa nay còn đâu...vv

## Danh nhân
- Trạng Nguyên: Hồ Hưng Dật Thái Thú Diễn Châu Thủy Tổ Họ Hồ Chính Thống Ở  Việt Nam. Theo Sách Hồ Tộc Thế Phả, Ông Được Xem Là Thủy Tổ ,Tổ Tiên Của Hồ Quý Ly , Nguyễn Nhạc, Nguyễn Huệ, Nguyễn Lữ, nữ sĩ Hồ Xuân Hương,  Hồ Chí Minh , Những Nhân Vật Làm Rạng Danh Dòng Họ Hồ Diễn Châu Trong Lịch Sử Việt Nam , Người Diễn Châu  Làm Rạng Danh Đất Nước Việt Nam.
- Trạng nguyên: Trại Trạng nguyên Bạch Liêu, đỗ trạng nguyên cùng khoa với Kinh Trạng nguyên Trần Cố khoa Bính Dần đời vua Trần Thái Tông, năm 1236. Ông quê ở làng Nguyễn Xá, phủ Diễn Châu, nay thuộc xã Diễn Lộc, huyện Diễn Châu.
- Đại Vương Hoàng Tá Thốn quan nhà trần.
- Thái Tể Nguyễn Công Vinh.
- Tham đốc dũng nghĩa hầu Đại tướng quân Vũ Trung Lương người làng Đông Xương - Diễn Mỹ
- Quản lan hầu Đề đốc Vũ Phác Lược Người làng Đông xương - Diễn Mỹ là con trai cả của ông Vũ Trung lương.
- Nguyên Anh hùng LLVT, cán bộ lão thành: tướng đầu tiên của quân đội việt nam,Nguyên Ủy viên Ban Chấp hành Trung ương Đảng Cộng sản Việt Nam khoá I,Phụ Trách Đảng cộng sản Đông Dương Nguyễn Vỹ.
- Ngô Quang Xuân chủ tịch hội đồng Bảo an liên hợp quốc,Chủ tịch Liên minh Nghị viện Thế giới.
- Võ Nguyên Hiến – Nguyên Ủy viên Ban Chấp hành Trung ương Đảng Cộng sản Việt Nam khoá I, Bí thư Xứ ủy Trung kỳ (1935 - 1936).
- Võ Mai - Bí thư xứ ủy Trung Kỳ, Đảng Cộng sản Đông Dương.
- Nguyên Bộ trưởng Thương mại TS.Trương Đình Tuyển, Người khởi xướng và có vai trò quan trọng nhất trong quá trình Việt Nam gia nhập WTO.
- Nguyên Giáo sư kinh tế Cao Cự Bội, Giáo sư Lê Duy Thước; Giáo sư Triết học Cao Xuân Huy
- Nguyên Giáo sư, TSKH Kinh tế Ngô Đình Giao, GS.TSKH Toán học Nguyễn Tố Như
- Nhà văn hóa dân gian: Giáo sư Cao Huy Đỉnh,
- Nguyên Giáo sư_nhà ngôn ngữ học Cao Xuân Hạo
- Nguyên Bộ trưởng Bộ Tư Pháp Tiến sĩ Nguyễn Đình Lộc
- Nguyên thứ trưởng bộ tài chính kiêm thành viên Ban Kinh tế Trung ương Đảng GS.TSKH.Chu Quý
- Hoa hậu Thế giới người Việt Ngô Phương Lan - Phó viện trưởng Viện Nghiên cứu phát triển kinh doanh (BDI)
- Giáo sư Đặng Ngọc Long (Người Việt Nam đầu tiên đoạt giải thưởng Guitar Quốc tế - Hiệu trường âm nhạc Berlin-Đức)
- Giáo sư Cao Xuân Huy, Giáo sư Cao Huy Đỉnh đoạt Giải thưởng Hồ Chí Minh về Văn Học Nghệ thuật
- Nhà thơ Trần Hữu Thung, Nhà thơ - nhạc sĩ Nguyễn Trọng Tạo, Nhà viết kịch Thanh Hương đoạt Giải thưởng Nhà nước về Văn Học Nghệ thuật
- Nguyên Chủ tịch UBND tỉnh Nghệ An, Trưởng Ban Nội chính Trung ương Phan Đình Trạc.
- Lê Thị Thủy, Ủy viên Trung ương Đảng, Bí thư Tỉnh ủy Hà Nam nhiệm kỳ 2015-2020, nguyên Phó Chủ nhiệm Ủy ban Kiểm tra Trung ương.
- Nguyên Hồ Xuân Hùng chủ tịch tỉnh Nghệ An.
- Nguyễn Hồng Thái là nhà văn, Thiếu tướng Công an nhân dân Việt Nam. Ông hiện giữ chức vụ Tổng biên tập Tạp chí Công an nhân dân.
- Nguyên Thứ Trưởng bộ giao thông vận tải Nguyễn Đình Lâm.
- Phan Mạnh Quỳnh, ca sĩ.